# Ecaterina Stahl-Iencic
Ecaterina Stahl-Iencic (Satu Mare, 31 de julio de 1946-Satu Mare, 26 de noviembre de 2009) fue una deportista rumana que compitió en esgrima, especialista en la modalidad de florete.
Participó en cinco Juegos Olímpicos de Verano entre los años 1964 y 1980, obteniendo dos medallas, bronce en México 1968 y bronce en Múnich 1972. Ganó nueve medallas en el Campeonato Mundial de Esgrima entre los años 1965 y 1977.

## Palmarés internacional
| Juegos Olímpicos   | Juegos Olímpicos          | Juegos Olímpicos  | Juegos Olímpicos    |
| Año                | Lugar                     | Medalla           | Prueba              |
| ------------------ | ------------------------- | ----------------- | ------------------- |
| 1968               | Ciudad de México (México) | Medalla de bronce | Florete por equipos |
| 1972               | Múnich (RFA)              | Medalla de bronce | Florete por equipos |
| Campeonato Mundial |                           |                   |                     |
| Año                | Lugar                     | Medalla           | Prueba              |
| 1965               | París (Francia)           | Medalla de plata  | Florete por equipos |
| 1966               | Moscú (URSS)              | Medalla de bronce | Florete individual  |
| 1967               | Montreal (Canadá)         | Medalla de bronce | Florete por equipos |
| 1970               | Ankara (Turquía)          | Medalla de plata  | Florete por equipos |
| 1973               | Gotemburgo (Suecia)       | Medalla de bronce | Florete por equipos |
| 1974               | Grenoble (Francia)        | Medalla de bronce | Florete por equipos |
| 1975               | Budapest (Hungría)        | Medalla de oro    | Florete individual  |
| 1975               | Budapest (Hungría)        | Medalla de bronce | Florete por equipos |
| 1977               | Buenos Aires (Argentina)  | Medalla de bronce | Florete por equipos |